# Wide Open Spaces (filme)
Wide Open Spaces é um filme mudo em curta-metragem norte-americano de 1924, do gênero comédia, dirigido por George Jeske e estrelado por Stan Laurel.

## Elenco

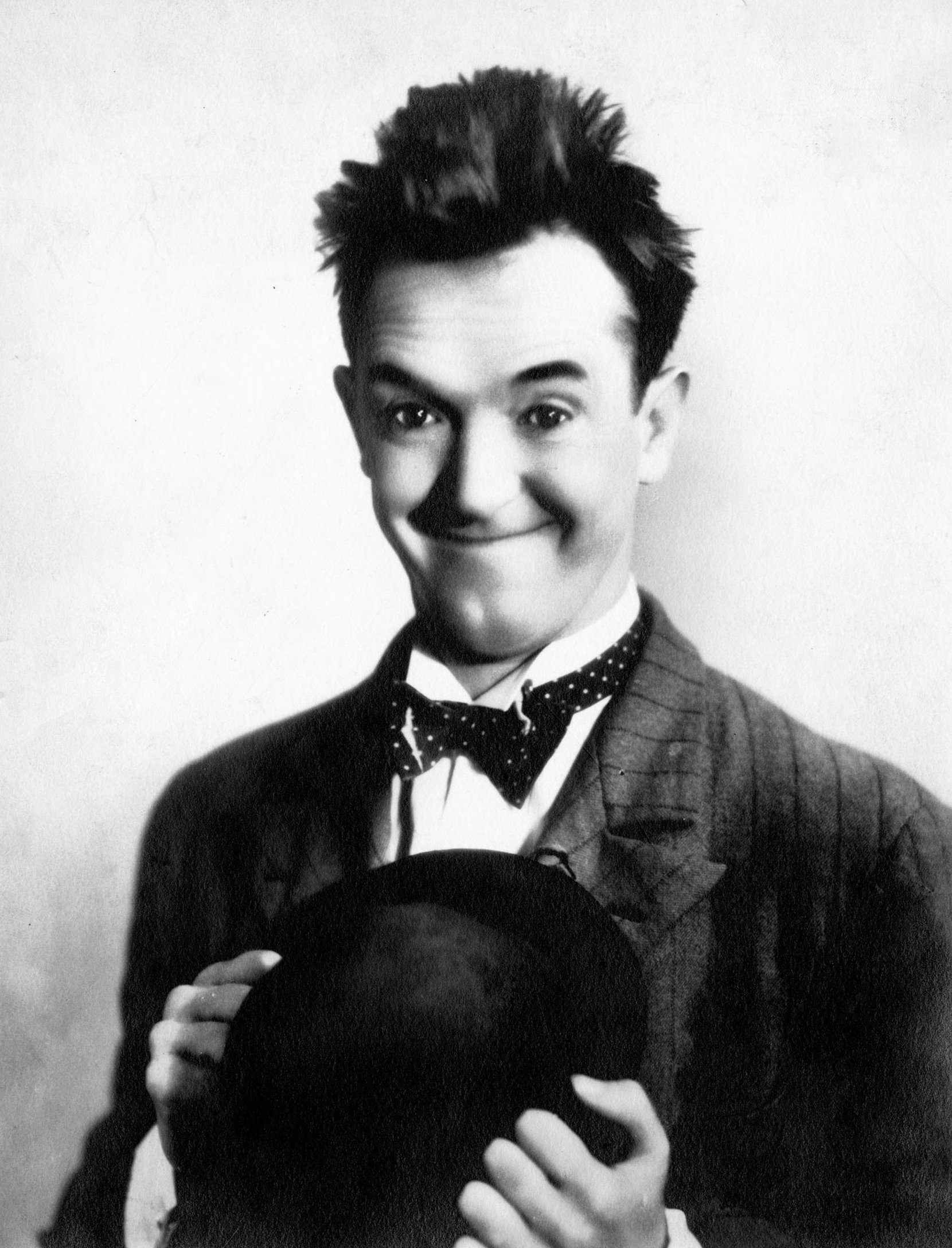
Stan Laurel

- Stan Laurel - Gabriel Goober
- Ena Gregory
- James Finlayson - Jack McQueen
- George Rowe
- Noah Young
- Sammy Brooks
- Billy Engle - Phil Sheridan
- Charles Dudley - A. Lincoln
- Al Forbes - General Custer
- Mae Laurel - Calamity Jane